# ويلهلم كارل فون روتشيلد
ويلهلم كارل فون روتشيلد (بالألمانية: Wilhelm Carl von Rothschild)‏ هو مصرفي ألماني، ولد في 16 مايو 1828 في فرانكفورت في ألمانيا، وتوفي بنفس المكان في 25 يناير 1901.